# هرینگسدورف (شلسویگ-هولشتاین)
هرینگسدورف (به آلمانی: Heringsdorf) یک شهر در آلمان است که در استهلشتاین واقع شده‌است. هرینگسدورف ۱٬۰۸۷ نفر جمعیت دارد.